# Аннет Мейкін
Аннет Мейкін (англ. Annette Mary Budgett Meakin; 1867—1959) — співробітниця британського Антропологічного Інституту. Вона і її мати були першими англійськими жінками, які подорожували до Японії Транссибірською залізницею. Книги, написані після цієї подорожі, були популярними та використовувались при написанні іншими авторами. У книзі про Росію (Russia Travels and Studies, 1906) міститься багато цікавих спостережень про українців.